# Hesperilla
Genre
Hesperilla est un genre de papillons de la famille des Hesperiidae originaires d'Australie et de Nouvelle-Guinée.

## Liste d'espèces
Selon BioLib (24 février 2021) :
- Hesperilla chrysotricha Meyrick & Lower, 1902
- Hesperilla crypsargyra Meyrick, 1888
- Hesperilla crypsigramma Meyrick & Lower, 1902
- Hesperilla donnysa Hewitson, 1868
- Hesperilla flavescens Waterhouse, 1927
- Hesperilla furva Sands & Kerr, 1973
- Hesperilla hopsoni Waterhouse, 1927
- Hesperilla idothea Miskin, 1889
- Hesperilla malindeva Lower, 1911
- Hesperilla mastersi Waterhouse, 1900
- Hesperilla ornata Leach, 1814
- Hesperilla picta Leach, 1814
- Hesperilla sarnia Atkins, 1978
- Hesperilla sexguttata Herrich-Schäffer, 1869